# Hypsiboas wavrini
Hypsiboas wavrini är en groddjursart som först beskrevs av Parker 1936.  Hypsiboas wavrini ingår i släktet Hypsiboas och familjen lövgrodor. IUCN kategoriserar arten globalt som livskraftig. Inga underarter finns listade i Catalogue of Life.